# Berbera
Berbera (szomáli: Berbera, arab: بربرة)  város Szomália északi részén, Szomáliföldön, az Ádeni-öböl déli partján.  2005-ben az agglomerációnak a becslések alapján 240 ezer fő lakosa van. Népességét jelentősen felduzzasztották az aszály sújtotta belső, száraz területekről érkező menekültek.
Fontos kikötőváros. A kikötőjén keresztül főleg élőállatot, gumiarábikumot, tömjént és mirhát exportálnak. Az eritreai-etióp háború óta a szomszédos Etiópia egyik legjelentősebb exportkikötője lett, és Szomália legfontosabb devizaforrása.
Éghajlata trópusi sivatagi. A kevés csapadékhoz kegyetlen forróság társul. Az Ádeni-öböl melléke a Föld legforróbb területei közé tartozik. Az évi középhőmérséklet 30°C. Nyáron az átlagos max. hőmérséklet meghaladja a 40°C-ot és ilyenkor az átlagos minimum se esik 31°C alá.
A forróság volt az oka, hogy a gyarmati időkben Berberából a nehezebben megközelíthető, de hűvösebb éghajlatú Hargeysába tették át a gyarmati székhelyet.

## Fordítás
- Ez a szócikk részben vagy egészben  a   Berbera című angol Wikipédia-szócikk fordításán alapul.  Az eredeti cikk szerkesztőit annak laptörténete sorolja fel. Ez a jelzés csupán a megfogalmazás eredetét és a szerzői jogokat jelzi, nem szolgál a cikkben szereplő információk forrásmegjelöléseként.